# Escuts i banderes de l'Anoia

Escut de l'Anoia

Emblema del Consell Comarcal de l'Anoia

Bandera de l'Anoia

Els escuts i banderes de l'Anoia són el conjunt de símbols que representen els municipis d'aquesta comarca.
En aquest article s'hi inclouen els escuts i les banderes oficialitzats per la Generalitat des del 1981, concretament per la Conselleria de Governació, que és qui en té la competència.
Pel que fa als escuts comarcals, cal dir que s'han creat expressament per representar els Consells i, per extensió, són el símbol de tota la comarca. Tot i haver-se publicat un escut oficial de l'Anoia, el seu consell comarcal és representat per un emblema.
No tenen escut ni bandera oficial els municipis del Bruc, Cabrera d'Anoia, Castellolí, els Hostalets de Pierola, Igualada i Piera.

## Escuts oficials

Argençola Aprovat 17 de gener de 1997.[3]
Bellprat Aprovat el 27 de gener del 2000.[4]
Calaf Aprovat el 15 de novembre de 1991.[5]
Calonge de Segarra Aprovat el 2 de maig de 1988.[6]
Capellades Aprovat el 23 de gener de 1989.[7]
Carme Aprovat el 9 de maig del 2001.[8]
Castellfollit de Riubregós Publicat al DOGC el 17 de març de 2008.[9]
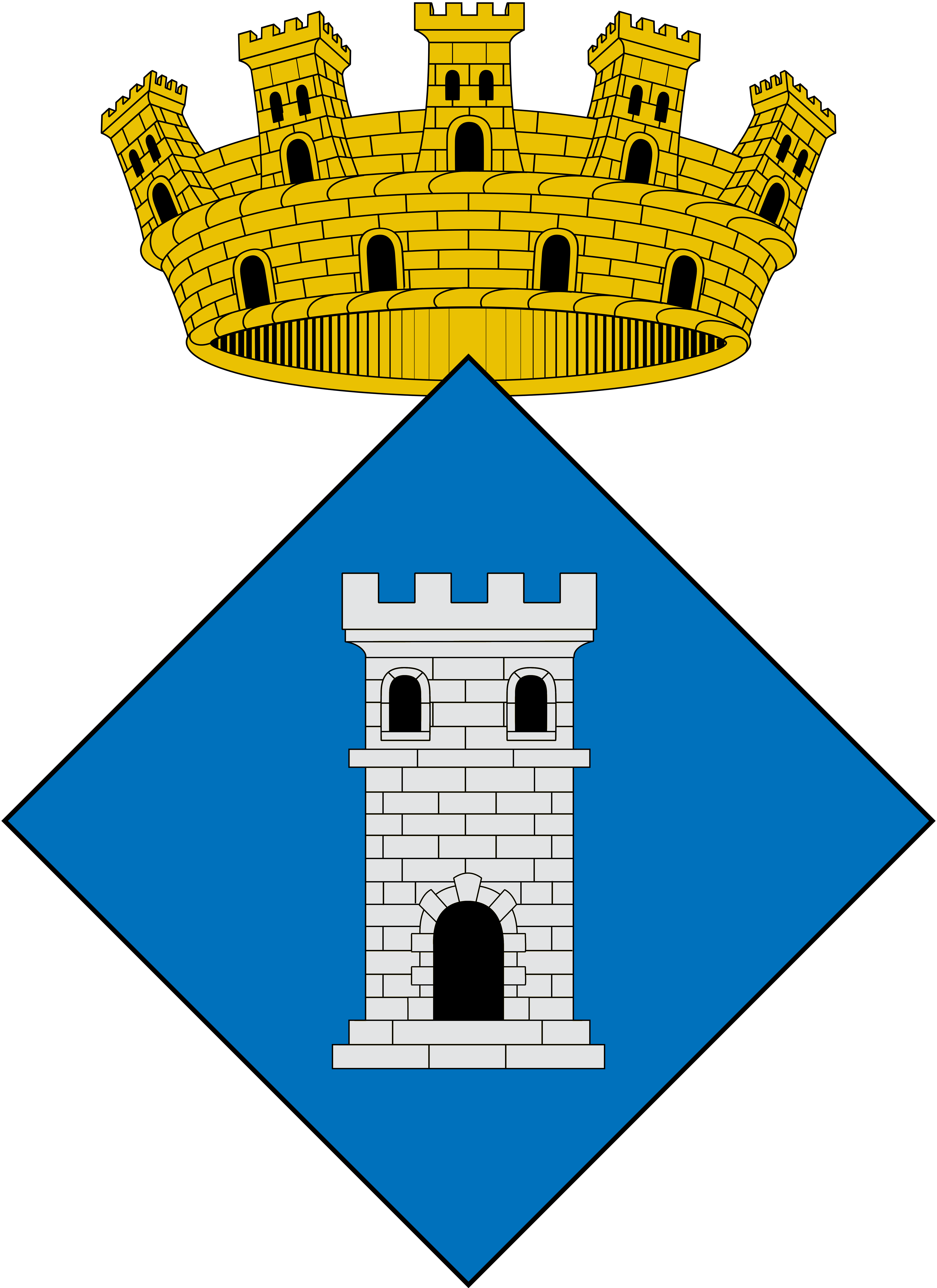
Castellolí
Copons Publicat al DOGC el 13 de gener de 2017.[10]
Igualada[11]
Jorba Aprovat el 13 de novembre de 1995.[12]
la Llacuna Aprovat el 17 de gener de 1992.[13]
Masquefa Aprovat l'11 de novembre de 1992.[14]
Montmaneu Aprovat el 10 de febrer del 2003.[15]
Òdena Aprovat el 12 de juliol de 1988.[16]
Orpí Publicat al DOGC 30 de juliol de 2001.[17]
la Pobla de Claramunt Aprovat el 6 d'agost de 1985.[18]
els Prats de Rei Aprovat el 16 de juny de 1983.[19]
Pujalt Aprovat el 5 d'abril de 1995.[20]
Rubió Aprovat el 12 de febrer de 1996.[21]
Sant Cugat Sesgarrigues Aprovat l'1 d'octubre de 1993.[22]
Sant Martí Sesgueioles Aprovat el 27 d'octubre del 2000.[23]
Sant Martí de Tous Aprovat el 28 de febrer de 1990.[24]
Sant Pere Sallavinera Aprovat el 14 de maig de 1985.[25]
Santa Margarida de Montbui Aprovat el 7 d'abril de 1989.[26]
Santa Maria de Miralles Publicat al DOGC el 12 de febrer de 2020.[27]
la Torre de Claramunt Aprovat el 3 de setembre de 1998.[28]
Vallbona d'Anoia Aprovat el 29 de novembre de 1993.[29]
Veciana Aprovat el 8 de juliol de 1996.[30]
Vilanova del Camí Publicat al DOGC el 8 de juny de 1984.[31]

## Banderes oficials

Calaf Publicada al DOGC el 18 de juliol de 2016.[32]
Calonge de Segarra Publicada al DOGC el 16 de febrer de 2006.[33]
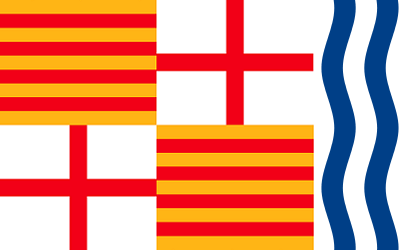
Igualada
Jorba Publicada al DOGC el 14 de març de 2001.[34]
Òdena Publicada al DOGC el 28 d'abril de 1993..[35]
la Pobla de Claramunt Publicada al DOGC el 27 de febrer de 1991.[36]
Rubió Publicada al DOGC el 25 de gener de 2007.[37]
Sant Martí de Tous Publicada al DOGC el 21 de maig de 1993.[38]
Sant Martí Sesgueioles Publicada al DOGC el 25 de setembre de 2001.[39]
Sant Pere Sallavinera Publicada al DOGC el 18 de maig de 2018.[40]
Santa Margarida de Montbui Publicada al DOGC el 21 de setembre de 1992.[41]
Veciana Publicada al DOGC el 3 de novembre de 2006.[42]
Vilanova del Camí Publicada al DOGC el 2 de juny de 1993.[43]